# Cybocephalus rabaticus
Cybocephalus rabaticus là một loài bọ cánh cứng trong họ Cybocephalidae. Loài này được Smirnoff miêu tả khoa học năm 1955.